# José Allende
José Allende (Lima; 1793-Lima; 29 de junio de 1873) fue un militar y político peruano. Luchó por la independencia de su país entre 1820 y 1824. Fue ministro de Guerra y Marina (1853-1855, 1864-1865 y 1871) y presidente del Consejo de Ministros (1864-1865 y 1871).

## Biografía
Inició su carrera militar como cadete del cuerpo de alabarderos del virrey. Ya con el grado de subteniente se incorporó al célebre Batallón Numancia, que desertó de la causa realista y se pasó al bando patriota en 1820.
Ascendido a teniente, ingresó a Lima y participó en el primer sitio del Callao (1821). Luchó en la Segunda Campaña de Intermedios a órdenes del general Andrés de Santa Cruz (1823). Luego se incorporó al ejército de Bolívar y resultó herido en la batalla de Junín (1824).
Finalizada la guerra de la Independencia y con el grado de teniente coronel, participó en la guerra contra la Gran Colombia. Durante la batalla del Portete de Tarqui librada el 27 de febrero de 1829, cedió su caballo al general Agustín Gamarra. Cuando este derribó al presidente José de La Mar, se puso al servicio del nuevo gobierno. Se desempeñó como juez militar. Apoyó el pronunciamiento del general Pedro Pablo Bermúdez contra el gobierno de Luis José de Orbegoso en enero de 1834. Fue jefe de Estado Mayor de Bermúdez durante la campaña librada en la sierra central. Luego colaboró con el coronel José Rufino Echenique en las negociaciones de paz que dieron por resultado el abrazo de Maquinhuayo.
Fue mayor de la plaza de Lima (1836) y subprefecto de Huancayo (1838). Hizo oposición al gobierno del Directorio del coronel Manuel Ignacio de Vivanco (1843-1844), por lo que fue desterrado. Pero logró desembarcar en Arica y se unió a la revolución constitucional encabezada por Domingo Nieto y Ramón Castilla.
Fue subprefecto de Jauja (1844), prefecto de Moquegua (1847) y director de la Escuela Militar Central (1850).
Durante el gobierno del general Echenique (1851-1855) fue nombrado ministro de Guerra y Marina. Estuvo a bordo de la fragata Mercedes cuando esta naufragó frente a Casma, el 2 de mayo de 1853, ocasión en la que no pudo impedir que el comandante Juan Noel decidiera permanecer en el buque y pereciera heroicamente. En 1854 ascendió a general de brigada. Luchó en la batalla de La Palma al lado del presidente Echenique y sufrió las represalias de los vencedores (1855).
Durante el gobierno del general Juan Antonio Pezet fue nuevamente ministro de Guerra y Marina, así como presidente del Consejo de Ministros. Asumió estas funciones el 14 de octubre de 1864. Su gabinete fue conocido como Gabinete Allende-Calderón, pues su figura más prominente era el canciller Pedro José Calderón.  Le correspondió afrontar la crisis internacional derivada de la arrogante presencia de la Escuadra Española del Pacífico y sus exigencias desmedidas, que originó la firma del cuestionado Tratado Vivanco-Pareja, cuya impopularidad desató la revolución nacionalista encabezada por el coronel Mariano Ignacio Prado.
Ante la crítica situación interna, Allende se vio obligado a renunciar el 3 de abril de 1865, siendo reemplazado por el general Manuel Ignacio de Vivanco. Luego asumió la jefatura del Estado Mayor General y tuvo a su cargo la defensa del Palacio de Gobierno contra las fuerzas revolucionarias, el 6 de noviembre de 1865.  Junto con otros oficiales puso tenaz resistencia, pero finalmente, abrumado por el ataque de los revolucionarios y de la población, debió rendirse.
Nuevamente fue ministro de Guerra y presidente del Consejo de Ministros, durante el gobierno de José Balta, reemplazando al coronel Juan Francisco Balta. Era ya casi octogenario; su elección como ministro se debió a los lazos que tuvo con los gobiernos de Echenique y Pezet, que eran afines a Balta. Ejerció dicho cargo solo por cuatro meses, de 2 de agosto a 7 de diciembre de 1871. Falleció poco después.